# Ivan IX. Drašković
Ivan IX. Drašković (?, 19. studenog 1844. – Beč, 6. ožujka 1910.), hrvatski plemić, grof i političar iz hrvatske velikaške obitelji Drašković.
Sin je grofa Karla I. Draškovića. Napustio je vojnu službu 1866. godine, nakon završetka austrijsko-pruskog rata te se posvetio upravi nad svojim posjedima. Sudjelovao je u političkom životu tijekom 1880-ih kada je 1885. godine, zajedno s bratom Josipom VI. osnovao središnju stranku, koja je bila umjereno opozicijska stranka, sastavljena od dijela aristokracije i dijela članova Neodvisne narodne stranke. Stranka se zalagala za dosljedno poštovanje Hrvatsko-ugarske nagodbe i za sređivanje prilika u banskoj Hrvatskoj u nagodbenom okviru. Stranka je ostvarila loš rezultat na izborima za Sabor 1887. godine zbog čega je uskoro prestala postojati. Budući da nije uspio u kandidaturi za bansku dužnost, sljedeće godine se razočaran povukao iz političkog života.
Sa suprugom Julijom Erdődy imao je sinove Karla II. Dragutina (1873. – 1900.) koji se istaknuo kao amaterski fotograf i Ivana X. (1878. – 1963.), posljednjeg vlasnika dvorca i posjeda Trakošćan.

## Vanjske poveznice
- Ivan IX. Drašković – Hrvatski biografski leksikon